# Panopea generosa
Panopea generosa е соленоводна мида от семейство Myoida. Видът е изключително едър и се консумира от хора. Мидите са изключително дълголетни и са един от видовете с най-голяма продължителност на живота.

## Разпространение и местообитание
Видът е разпространен по западното крайбрежие на Северна Америка.

## Описание
Черупките са с размери от 15 до 20 cm, но сифоните са изключително дълги и излизат извън черупката и често достигат до метър дължина.